# Veiligheidscode voor reactorvrachtschepen
De Veiligheidscode voor reactorvrachtschepen (Code of Safety for Nuclear Merchant Ships of Nuclear Ships Code) is de SOLAS-standaard op het gebied van schepen met nucleaire scheepsvoortstuwing. Met resolutie A.491(XII) werd op 19 november 1981 de code aangenomen.